# 満願 (僧)
満願（まんがん、養老4年（720年）? - 弘仁7年10月24日（816年11月20日）?）は、奈良時代から平安時代前期にかけての僧。
720年（養老4年）、沙弥智仁の子として生まれたという（箱根山縁起）。成長した後、諸国を遊行して神仏習合を広め、鹿島神宮・箱根三所権現・多度大社などの神宮寺の創建や神像の制作に大きな役割を果たした。816年（弘仁7年）10月24日、三河国楊那郡で没したという（箱根山縁起）。